# بيوولف والنقاد
بيوولف والنقاد Beowulf and the Critics- هو كتاب بقلم جيه آر آر تولكين ، صدر عام 2002 حرره مايكل دي سي دروت والذي
يقدم إصدارات علمية من نسختين مخطوطتين من مقالات أو سلسلة محاضرات تولكين "بيوولف والنقاد"، والتي كانت بمثابة الأساس لمحاضرة عام 1936 الأقصر بكثير " بيوولف: الوحوش والنقاد”يعتبر مقال جون رونالد تولكين «بيوولف: الوحوش والنقاد» الذي تم تسليمه في البداية كمحاضرة في عام 1936، بمثابة عمل تكويني في دراسات بيوولف الحديثة. يتحدث تولكين في المقالة ضد النقاد الذين يقللون من قيمة الوحوش في القصيدة لصالح استخدامهم كمصدر للتاريخ الأنجلوسكسوني فقط، أي جريندل، والدة جريندل، والتنين. يقول تولكين إنه بدلاً من أن تكون مجرد عناصر غير جوهرية، فإن هذه العناصر هي مفتاح السرد ويجب أن تكون محور الدراسة. عند القيام بذلك، لفت الانتباه إلى الصفات الأدبية التي تم إهمالها سابقًا في القصيدة يجب دراستها كعمل فني، وليس فقط كوثيقة تاريخية. في وقت لاحق، أشار النقاد مثل هيو ماجنيس الذين يتفقون مع تولكين بشأن هذه النقطة إلى الدفاع عن حججهم. حصل بيوولف والنقاد على جائزة المنح الدراسية الأسطورية لعام 2003.